# Ладсон (Јужна Каролина)
Ладсон (енгл. Ladson) насељено је место без административног статуса у америчкој савезној држави Јужна Каролина.

## Демографија
По попису из 2010. године број становника је 13.790, што је 526 (4,0%) становника више него 2000. године.
| Група             | 2000.         | 2010.         |
| Белци             | 9.345 (70,5%) | 7.885 (57,2%) |
| Афроамериканци    | 2.926 (22,1%) | 3.622 (26,3%) |
| Азијати           | 271 (2,0%)    | 297 (2,2%)    |
| Хиспаноамериканци | 394 (3,0%)    | 1.554 (11,3%) |
| Укупно            | 13.264        | 13.790        |